# Skytanthus
Skytanthus  es un género de planta con flor de la familia de las Apocynaceae.  Posee cuatro especies de distribución sudamericana.

## Taxonomía
El género fue descrito por Franz Julius Ferdinand Meyen y publicado en Reise Erde 1: 376. 1834.

## Especies
- Skytanthus acutus (Jacq.) Miers
- Skytanthus hancorniaefolius Miers
- Skytanthus havanensis Miers
- Skytanthus martianus Miers